# Veľká Lehota
Veľká Lehota és un poble i municipi d'Eslovàquia que es troba a la regió de Banská Bystrica.

## Història
La primera menció escrita de la vila es remunta al 1355.

## Demografia
| Godina             | 1994 | 2004   | 2014   | 2024    |
| ------------------ | ---- | ------ | ------ | ------- |
| Nombre de persones | 1296 | 1253   | 1139   | 1009    |
| Diferència         |      | −3,31% | −9,09% | −11,41% |

| Godina             | 2023 | 2024   |
| ------------------ | ---- | ------ |
| Nombre de persones | 1018 | 1009   |
| Diferència         |      | −0,88% |